# 明日は少し笑ってみよう
ストーリーアルバム 『明日は少し笑ってみよう』（あしたはすこしわらってみよう）は、桐原アイ（CV：新田恵海）のデビューアルバム。2016年3月23日にバップから発売された。

## 背景とリリース
桐原アイは、日本テレビのバラエティ番組『アイキャラ』で、新田が設定したテーマ「日本アニメ最強のヒロイン」として制作され、誕生したキャラクター。新田がキャラクターボイス、手塚プロダクション出身の三浦菜奈が原画を担当した。本作は17歳のヒロイン「桐原アイ」の日常生活をドラマパート（「プロローグ」、「エピローグ」）と音楽パートで描いたストーリーアルバムで、全編が1つの作品として構成されている。ショートストーリー「明日は少し笑ってみよう」（作：大熊智）も収録、封入特典として「アイちゃんカード 人参ケーキのレシピ付」が封入される。
「Hello」は、アゲハスプリングスが楽曲制作、アゲハスプリングスの田中隼人がプロデュースと編曲を担当した。また、水島精二が演出を担当したイメージビデオが制作された。2016年3月17日、STVラジオ『ログイン!よる☆PA』にて、初めてフルオンエアされた。「君をのせて」は、井上杏美の楽曲で『天空の城ラピュタ』のテーマソング。カバーのアレンジは、DAISHI DANCEが担当した。
2016年5月21日、科学技術館・サイエンスホールにて、リリース記念イベントが開催され、ライブパートで楽曲がライブで初披露された。同年9月13日にはLIQUIDROOMで開催された『アイキャラ』発のライブイベント『アイキャラ Fes vol.1』で披露された。

## メディアでの使用
Hello
札幌テレビ『ジョシスタ あいく的』の2016年4月のエンディングテーマ。

## シングル収録トラック
| #         | タイトル                                                                                                 | 作詞      | 作曲               | 編曲      | 時間  |
| --------- | --- | --------- | ------------------ | --------- | ----- |
| 1.        | 「プロローグ 暁 〜君と出会う〜」(作：堀内基弘、構成・加筆：大熊智、音楽・編曲：守屋友晴)                 |           |                    |           | 3:48  |
| 2.        | 「Hello」(Produced by 田中隼人（agehasprings）)                                                          | 中島崇    | 中島崇             | 田中隼人  | 4:48  |
| 3.        | 「Calling me」(Produced by Stella chord（Roth Project）)                                                 | 水木峻    | 水木峻、石塚英一朗 |           | 4:19  |
| 4.        | 「君をのせて」(Track Produced by DAISHI DANCE、Arranged by Tomoharu Moriya、Mixed by Shunsuke Yasaki)    | 宮崎駿    | 久石譲             |           | 6:07  |
| 5.        | 「エピローグ 夕暮 〜名前覚えていてくれたんだ〜」(作：堀内基弘、構成・加筆：大熊智、音楽・編曲：守屋友晴) |           |                    |           | 3:10  |
| 合計時間: | 合計時間:                                                                                                | 合計時間: | 合計時間:          | 合計時間: | 22:12 |